# Operación Saturno
La Operación Saturno (en ruso: Операция «Сатурн») fue una operación militar ejecutada por la Unión Soviética en el frente Oriental de la II Guerra Mundial, librándose batallas con Alemania en el norte del Cáucaso y en la región de Donbas (ambas en territorio soviético) desde diciembre de 1942 hasta febrero de 1943.
El éxito de la operación Urano, ejecutada el 19 de noviembre de 1942, atrapó al 6° Ejército Alemán (300.000 soldados) en Stalingrado. Para asegurarse que el cerco soviético no fuera levantado y aprovechar la frágil situación alemana en el sur, la Stavka preparó una campaña ofensiva invernal llamada "Saturno".

## Operación Pequeño Saturno

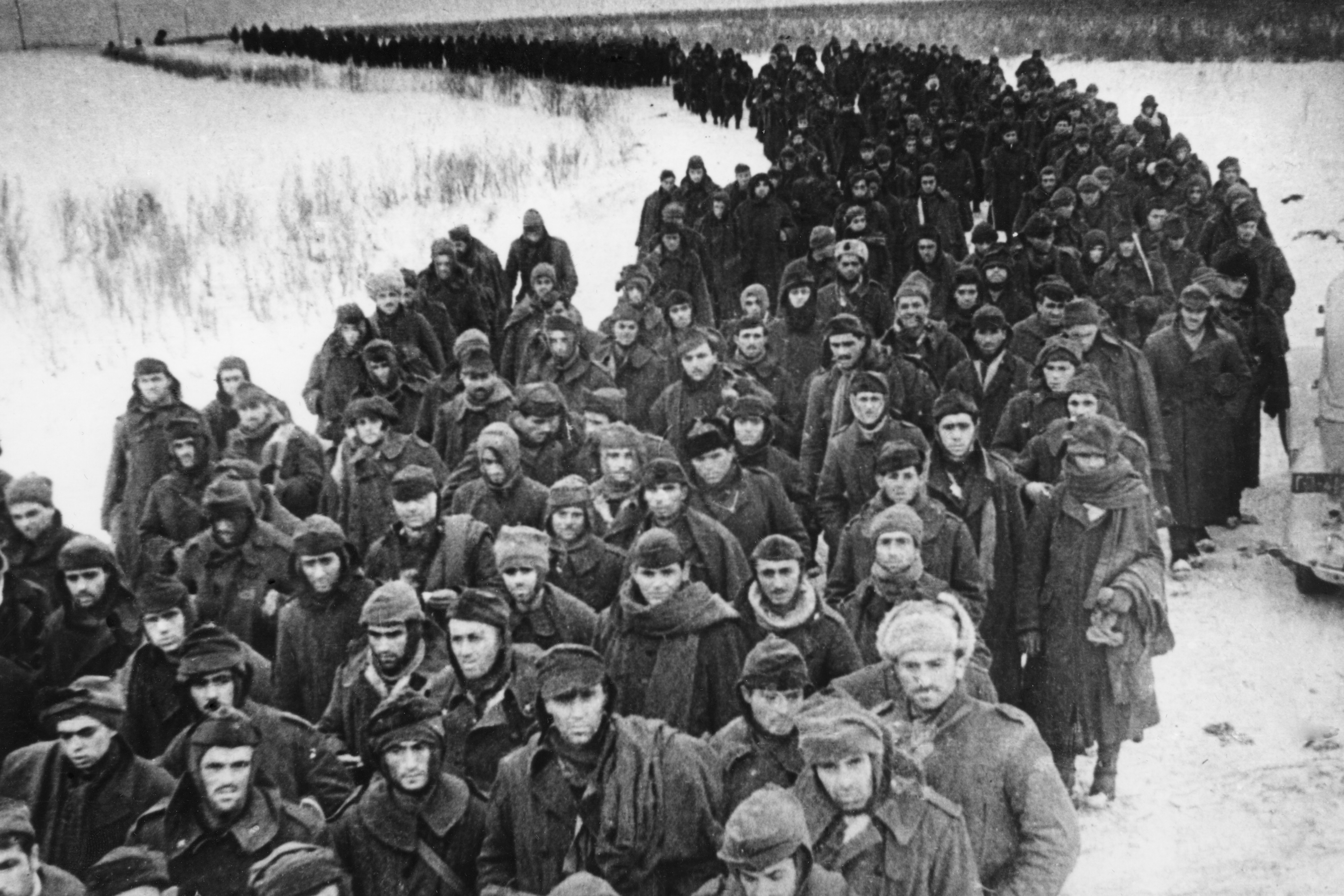
Columna de prisioneros de guerra del 8.º Ejército italiano, derrotados por las tropas soviéticas durante la operación ofensiva Ostrogozhsk-Rossosh durante la Gran Guerra Patria. Extracto del periódico "Evening Moscow": "El frente de Vorónezh. Soldados capturados del ejército hitleriano: alemanes, italianos, magiares.

La operación Saturno debió ser revisada, ya que el plan original indicaba el aislamiento del Grupo de Ejércitos A en el Cáucaso. Mientras tanto una ofensiva alemana para establecer comunicación terrestre con Stalingrado lanzada el 12 de diciembre, desarticuló momentáneamente los planes soviéticos (véase Operación Wintergewitter). El General Rodión Malinovsky bloqueó el avance de las tropas alemanas lideradas por Erich von Manstein con su 2° Ejército de Guardias, permitiendo que una variante de la operación Saturno original, llamada Operación Pequeño Saturno (en ruso: Операция Малый Сатурн) fuera ejecutada el 16 de diciembre.

## Desarrollo de las operaciones

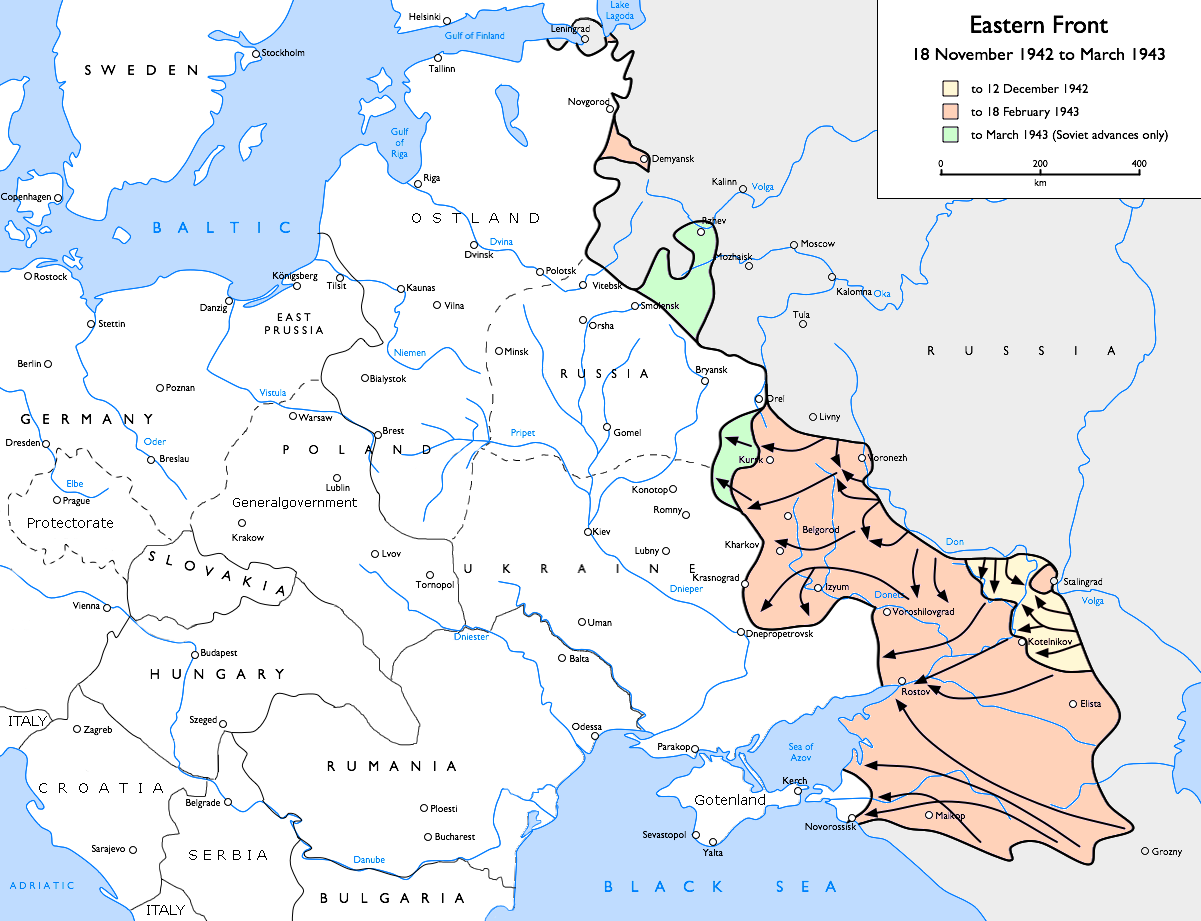
Avances soviéticos durante la Operación Saturno (al sur).

### Diciembre de 1942
Esta operación intentaba atrapar a las fuerzas italo-alemanas que estaban luchando para llegar a Stalingrado y al mismo tiempo, al llegar a Rostov del Don, atrapar al Grupo de Ejércitos A en el Cáucaso. De esta manera, un rápido ataque desde el norte, ejecutado por el 1.er Ejército de Guardias y el 2.º Ejército de Guardias del General, chocaría frontalmente con el 8.º Ejército Italiano de 130.000 soldados intentando empujarlo hacia el este, donde estaba el cerco de Stalingrado. El general von Manstein envió a la 6.ª División Panzer en su ayuda, logrando establecer contacto con 45.000 italianos el 17 de enero, perdiéndose el resto. Por el sur, el 28.º Ejército Soviético intentó atrapar a las fuerzas alemanas que se acercaban desde el sur, mientras que el 51.º Ejército atacó a estas fuerzas directamente. El 24 de diciembre, los tanques soviéticos llegaron a Tatsinskaya, que era la base aérea de donde salían la mayoría de los aviones hacia Stalingrado (véase Batalla de Tatsinskaya).
Como las fuerzas alemanas que estaba dirigiéndose a Stalingrado corrían el riesgo de ser rodeadas, von Manstein ordenó la retirada a Kotelnikovo el 29 de diciembre. De esta manera los soldados alemanes atrapados en Stalingrado fueron dejados a su suerte, sobreviviendo al cerco 90.000 de los 300.000 originales, aunque la cifra de sobrevivientes se redujo drásticamente durante el cautiverio que siguió ya que sólo 5.000 regresaron a sus hogares. No obstante, la ofensiva soviética no logró avanzar lo suficientemente rápido, lo que permitió que las tropas del Grupo de Ejércitos A se retiraran del Cáucaso hacia Rostov del Don o la península de Tamán, frente a Crimea.

### Enero de 1943

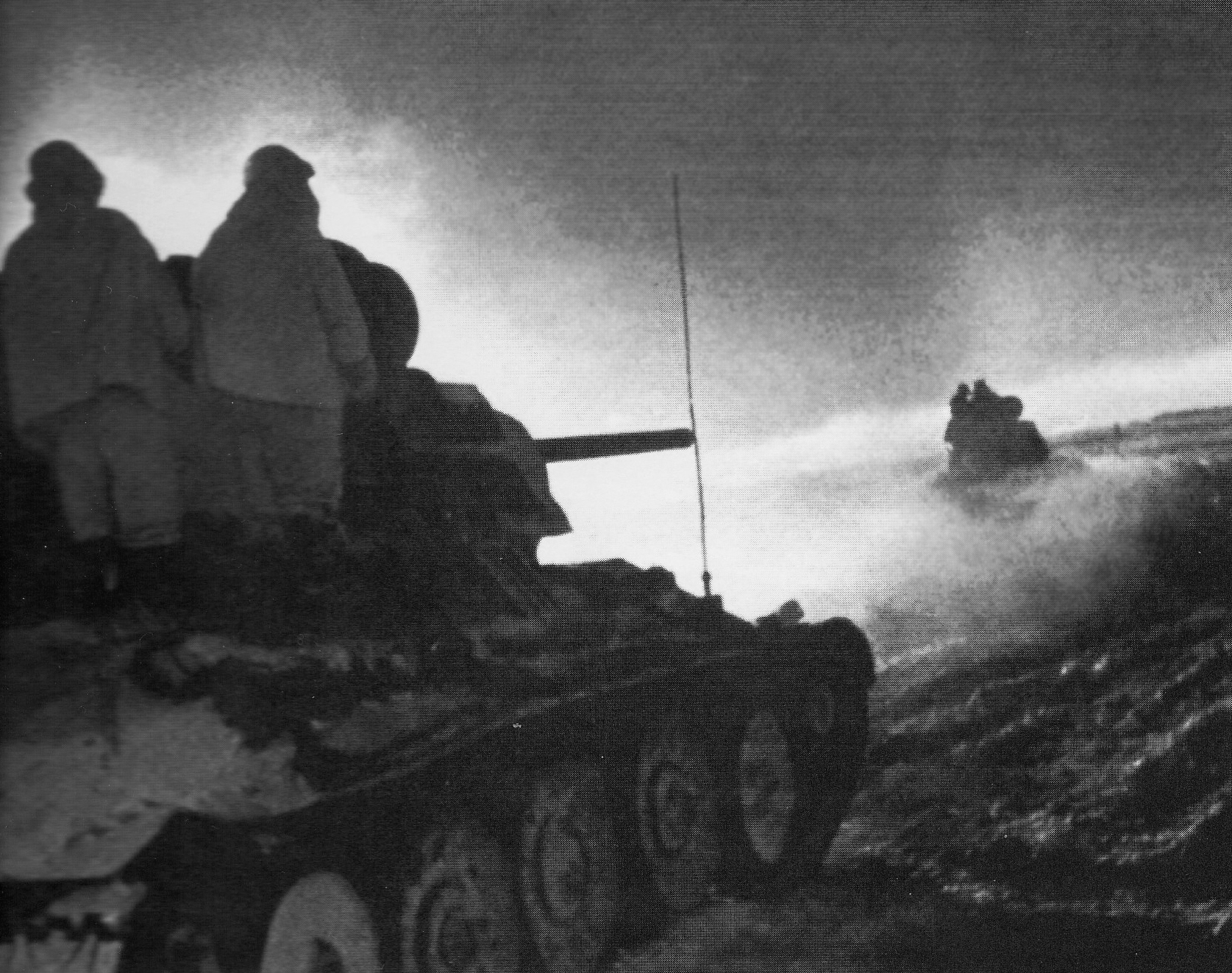
Tropas y tanques soviéticos durante el inicio de la Operación Pequeño Saturno, en diciembre de 1942.

El 13 de enero se reiniciaron las ofensivas soviéticas en el norte, ya que cuatro ejércitos del frente de Vorónezh rodearon y destruyeron al 2.º ejército Rumano en Svoboda. Un segundo ataque en la ciudad de Vorónezh, casi atrapa al 2° Ejército Alemán, que no obstante, perdió un cuerpo blindado que tuvo que escapar abriéndose paso a la fuerza.
Al avanzar el frente de Vorónezh hacia el oeste, se inició la última etapa de la operación Saturno. En esta etapa se esperaba llegar rápidamente hasta el río Dnieper y rodear al escurridizo 2.º Ejército Alemán, mientras que los frentes del Suroeste y del Sur tomarían Voroshilovgrad y luego se dirigirían al sur, al mar de Azov para rodear a los Grupos de Ejércitos A y del Don.

### Febrero de 1943
Kursk fue liberada el 8 de febrero de 1943 y el 15 de febrero Járkov lo fue también. Rostov del Don fue abandadonada por las tropas alemanas el 18 de febrero. El 17.º ejército, que formaba parte del Grupo A, fue arrinconado en la península de Taman, aunque resistió varias semanas (véase Batalla del cruce de Kuban). Por otro lado, los Grupos del Don y los restos del A corrían el riesgo de ser aisladas en el sureste de Ucrania por un peligroso avance del 1.er ejército de Guardias hacia Dnipropetrovsk. La rendición de Stalingrado el pasado 2 de febrero, permitió que más tropas soviéticas se prepararan para entrar a formar parte de las operaciones.
No obstante, las victorias soviéticas les hicieron creer a los líderes militares que podían explotar aún más la situación. Se empezó a planear un ataque contra el saliente alemán creado alrededor de Orel, para luego dirigirse contra Bryansk. Las tropas soviéticas dispersas por el frente y los refuerzos ubicados en Stalingrado a cientos de kilómetros demoraron el inicio de la ofensiva hasta el 25 de febrero. El ataque soviético, ejecutado por cansadas tropas, chocaron contra la defensa alemana ya preprarada para este ataque, por lo que el saliente de Orel no pudo ser eliminado.

## Resultados
A mediados de enero de 1943, los soviéticos iniciaron la ofensiva de Vorónezh-Járkov que resultó en un avance de las tropas soviéticas entre 360 y 520 km, chocando contra las tropas del Eje. El 8.º Ejército italiano y el 2.º Ejército húngaro quedaron casi completamente destruidos. El Grupo de Ejércitos B sufrió una derrota a manos de los soviéticos, que ahora penetraban en el este de Ucrania.
El 20 de febrero se inició una audaz contraofensiva planeada por el general von Manstein con cuerpos Panzer-SS, logrando hacer retroceder a una fuerza superior soviética hasta más allá de Járkov (véase Tercera batalla de Járkov), librando a los Grupos de Ejércitos B y del Don, a partir de ahora Grupo de Ejércitos Sur, de ser atrapados.
A pesar de los contratiempos de Járkov y Oriol, la ofensiva soviética mantuvo su máximo avance en un saliente ubicado en Kursk, lo que motivó a Hitler para que planeara una ofensiva contra dicho saliente. La batalla de Kursk, la mayor batalla de tanques y de aviones de la historia, se empezó a planear entonces con mucho cuidado por los alemanes, ya que probablemente iba a ser la única ofensiva de importancia que podrían realizar por lo que quedaba de guerra.